# Ernest Vauthrin
Ernest Germain Vauthrin, né le 19 janvier 1878 à Rochefort-sur-Mer et mort le 10 juin 1949 à Paris, est un peintre paysagiste français.

## Biographie
Ernest Vauthrin est né 19 janvier 1878 à Rochefort-sur-Mer.
Il a essentiellement exposé à  la Société Nationale des Beaux-Arts de 1906 à 1914. Sa première toile exposée était Concarneau par temps gris. Il peint principalement en Bretagne. Il consacre l'ensemble de son œuvre à l'univers maritime.
Il meurt le 10 juin 1949 à Paris.
En 1956 a lieu une exposition posthume au musée de Boulogne-sur-Mer.

## Œuvres
- Concarneau par temps gris[1]
- Voiliers au port[4]
- Yachts à l'ancre[4]